# FC Middlesbrough
Der FC Middlesbrough (offiziell: Middlesbrough Football Club) – auch bekannt als Boro – ist ein englischer Fußballverein aus der im Nordosten des Landes liegenden Stadt Middlesbrough. Derzeit spielt der im Jahre 1876 gegründete Verein in der EFL Championship, der zweithöchsten Spielklasse. Seine Heimspiele trägt der Klub seit August 1995 im 34.988 Zuschauer fassenden Riverside Stadium in Middlesbrough in North Yorkshire aus – der dritten sportlichen Heimat seit dem Beginn des Profifußballs im Verein im Jahre 1889.
Der Verein gewann 2004 den englischen Ligapokal durch ein 2:1 im Finale gegen die Bolton Wanderers im Millennium Stadium von Cardiff (Wales). Diese Trophäe stellt bis heute den einzigen bedeutenden Titelgewinn in der Klubgeschichte dar.
Die traditionellen Farben der Spielkleidung sind rot-weiß und die verschiedenen Wappen im Laufe der Geschichte – das aktuell gültige wurde im Mai 2007 vorgestellt – zeigen jeweils einen roten Löwen.

## Geschichte

### Phase von der Gründung bis zum Ersten Weltkrieg (1876–1914)
Der Legende nach wurde die Idee zu der Bildung eines Fußballklubs während eines Abendessens in dem Corporation Hotel in Middlesbrough geboren. Der eingehenden Recherche des klubinternen Historikers Harry Glasper hielt diese These jedoch nicht stand und vielmehr verdankte auch der FC Middlesbrough – wie viele andere Fußballvereine zu dieser Zeit (wie beispielsweise Sheffield Wednesday) – seine Geburt einer Reihe von Mitgliedern des heimischen Cricketvereins, die sich mit organisiertem Fußball in den Wintermonaten außerhalb der Cricketsaison fit halten wollten. So versammelten sich im Jahre 1876 in der Tat Mitglieder des Middlesbrough Amateur Cricket Club erstmals in der heimischen Cricketspielstätte im Albert Park an der Linthorpe Road, um eine Fußballmannschaft aufzubieten. Bis 1889 war der Klub auf reiner Amateurebene tätig, bis dann ein Streit zur Spaltung führte. Mehrere Abtrünnige des FC Middlesbrough formierten den Verein Middlesbrough Ironopolis und binnen einer Woche im Dezember 1889 machten beide Teams ihr jeweils erstes Spiel als Profimannschaft.
Nach drei Jahren war jedoch für die Offiziellen beider Vereine ersichtlich, dass nur mit einer Rückvereinigung die reelle Chance auf eine Aufnahme in den Profiligaverband der Football League bestand. Unter dem Namen „Middlesbrough and Ironopolis Football and Athletic Company Ltd.“ reichte man am 7. Mai 1892 einen Antrag zur Aufnahme in den Spielbetrieb der Football League ein. Da dieser jedoch erfolglos abgelehnt wurde, gingen beide Klubs wieder separat ihrer Wege und der FC Middlesbrough kehrte zudem in den Amateurstatus zurück. Dort verzeichnete der Klub erste Erfolge mit dem Gewinn des FA Amateur Cups in den Jahren 1895 und 1898. Im Jahr nach dem zweiten Pokalerfolg (also 1899) unternahm der Verein erneute Anstrengungen zur Aufnahme in den Football-League-Verband, nachdem er erneut zum Profiklub konvertiert war. Mit der Unterstützung der benachbarten Klubs Newcastle United und AFC Sunderland wurde dem Bitten vom 18. Mai 1899 nun nachgegeben. Der Verein spielte fortan in der Second Division und stach dabei knapp den Rivalen FC Blackpool aus.
Die erste Saison in der Football League war für Boro von wenig Erfolg gekennzeichnet. Die Mannschaft konnte nicht ein Auswärtsspiel gewinnen und belegte am Ende von 18 Mannschaften den 14. Platz. In der Spielzeit 1901/02 steigerte sich das Team auf einen zweiten Rang und sicherte sich damit den Aufstieg in die First Division. Dort bestritt der Verein von nun an seine Heimspiele im neuen Stadion Ayresome Park, das in den nächsten 92 Jahren die sportliche Heimat des FC Middlesbrough war – diese Spielstätte lag in unmittelbarer Nähe zu dem Stadion „The Paradise Ground“, in dem zuvor „Middlesbrough Ironopolis“ gespielt hatte.
Als der Verein im Februar 1905 bereits seit zwei Jahren kein Auswärtsspiel mehr erfolgreich bestritten hatte, finanzierte die Vereinsführung den Kauf von Alf Common für die damalige Rekordablösesumme von 1.000 Pfund. Ihm sollte in der folgenden Saison Steve Bloomer von Derby County folgen und mit dieser neuen Formation kam der FC Middlesbrough in der Saison 1907/08 mit Rang 6 auf den höchsten bis dato erreichen Platz und hatte dabei zwei Punkte weniger als der Vizemeister Aston Villa gesammelt.
Im Jahre 1910 verstrickte sich der Verein in einen Bestechungsskandal, als im Nachgang zum 1:0-Sieg gegen den AFC Sunderland bekannt wurde, dass Boros Trainer Andy Walker an mehrere Spieler des Gegners herangetreten war und ihnen jeweils zwei Pfund für eine Niederlage ihrer Mannschaft geboten hatte. Die angesprochenen Spieler gaben diesen Umstand an ihre eigene sportliche Leitung weiter, was zu einer Sperre Walkers auf Lebenszeit führte. Die Form der Mannschaft ließ anschließend deutlich nach, bis sie sich in der Spielzeit 1913/14 schlagartig verbesserte und mit Platz 3 am Saisonende eine neue Bestmarke in der englischen Meisterschaft aufstellt. Der Ausbruch des Ersten Weltkrieges unterbrach dann den offiziellen Spielbetrieb.

### Zwischen den beiden Weltkriegen (1919–1939)
Nach dem Ende des Ersten Weltkrieges waren eine Reihe von Spielern bereits zu alt für die Fortführung ihrer Karriere. Auch die drei Spieler, die im Kampf gefallen waren, rissen eine große Lücke in die Mannschaft. Vor dem offiziellen Beginn der neuen Saison hatte „Boro“ aber erfolgreich in der „Northern Victory League“ gespielt, so dass die Mannschaft dennoch optimistisch in die ersten Spiele ging. Aber obwohl der Stürmer George Elliott und der Torhüter Tim Williamson immer noch Leistungen auf Spitzenniveau bringen konnten, war die Mannschaft im Kampf um die oberen Plätze chancenlos und belegte einen Rang im Mittelfeld. Dort bewegte man sich auch in den anschließenden Spielzeiten, bevor das Team in der Saison 1923/24 auf den 22. und letzten Platz abrutschte und mit einem 10-Punkte-Abstand auf den Dritt- und Vorletzten in die Zweitklassigkeit abstieg.
Drei Jahre später gelang mit der Zweitligameisterschaft der Wiederaufstieg, obwohl die Mannschaft in den ersten vier Spielen nur einen einzigen Punkt hatte erringen können. Zum fünften Saisonspiel setzte der Trainer verletzungsbedingt erstmals auf den in der Vorsaison vom Drittligisten Durham City verpflichteten George Camsell, der im Verlauf der Saison 59 Meisterschaftstore schoss – darunter neun Spiele mit jeweils drei Toren. Auch in den folgenden zehn Spielzeiten sollte Camsell Toptorschütze seines Vereins sein.
Der Aufenthalt in der obersten Spielklasse sollte jedoch nicht lange andauern. Trotz eines guten Saisonbeginns wurde Herbert Bamlett im Januar 1928 durch den vormaligen Spurs-Trainer Peter McWilliam ersetzt. Der Verein rutschte im weiteren Verlauf an das Tabellenende und stieg nach nur einem Jahr der Erstklassigkeit wieder ab. Der direkte Wiederaufstieg durch den Gewinn der Zweitligameisterschaft folgte bereits in der Folgesaison und begründete eine bis 1954 andauernde Periode in der First Division.
Nach zahlreichen Spielzeiten im unteren Tabellenbereich wendeten sich in der Saison 1936/37 die Vereinsgeschicke zum Besseren. Maßgeblichen Anteil daran hatten der aufstrebende Wilf Mannion, der vor Beginn der Spielzeit von „South Bank St. Peter’s“ – einem kleinen Verein aus der Region – verpflichtet worden war, und der junge George Hardwick, der von „South Bank East End“ zum Verein stieß. Beide sollten später zu Stützen in der englischen Nationalmannschaft werden und halfen zunächst dem FC Middlesbrough hintereinander zu einem siebten, dann zu einem fünften Platz und schließlich in der Saison 1938/39 mit Rang 4 zur besten Platzierung seit den Zeiten vor dem Ersten Weltkrieg. Der Verein schaute hoffnungsvoll in die Zukunft, startete aber unter der Regie von Wilf Gillow – ehemals bei Grimsby Town aktiv – in den ersten drei Spielen schwach. Die Mannschaft belegte den vorletzten Platz, bevor dann der Ausbruch des Zweiten Weltkrieges den offiziellen Spielbetrieb für mehrere Jahre unterbrach.

### Der stetige Niedergang (1946–1966)
Nach dem Krieg war der Klub nicht dazu in der Lage, die Leistungen aus der Zeit der späten 1930er-Jahre zu konservieren, belegte zumeist nur einen Mittelfeldplatz in der Liga und auch in den FA-Cup-Spielen kam man über die ersten Runden nie hinaus. In der Saison 1949/50 kam die Mannschaft auf einen neunten Abschlusstabellenplatz, wobei vor allem der in Jamaika geborene Flügelspieler Lindy Delapenha für Aufsehen sorgte. In der anschließenden Spielzeit 1950/51 führte der FC Middlesbrough um Weihnachten herum die Meisterschaft an, aber eine enttäuschende 0:1-Niederlage bei Leeds United war der Anfang einer schlechten Phase, die mit dem Abrutschen auf den sechsten Platz endete. Zudem hatte während der Saison George Hardwick den Verein in Richtung Oldham Athletic verlassen, um dort Spielertrainer zu werden. Die sportliche Entwicklung zeigte anschließend weiter nach unten und hatte mit dem Abstieg in der Saison 1953/54 ihren vorläufigen Tiefpunkt.
Die Schockwirkung des Abstiegs führte zunächst zu einem sehr schlechten Saisonstart, von dem sich die Mannschaft jedoch erholen konnte und am Ende noch den zwölften Platz belegte. Die Saison war gekennzeichnet durch extrem hohe Leistungsschwankungen und einem 6:0-Sieg gegen West Ham United stand eine 0:9-Niederlage gegen die Blackburn Rovers gegenüber. Wilf Mannion hatte sich nach dem Abstieg geweigert, einen neuen Vertrag zu unterzeichnen und war zu Hull City transferiert worden, wo er jedoch nur kurze Zeit aktiv war und anschließend dem Profifußball den Rücken kehrte.
In der schließlich 20 Jahre andauernden Phase außerhalb der obersten englischen Spielklasse tauchte mit Brian Clough ein Spieler auf, der zu einer Legende im Verein werden sollte. In der Saison 1955/56 kam er zu seinem Einstand und belegte mit Boro schließlich den 14. Rang. In den anschließenden Jahren sicherte er sich mit seinen Torjägerqualitäten einen eigenen Platz in der Vereinsgeschichte. 38 Toren in der Saison 1956/57 folgten in den anschließenden Spielzeiten jeweils 40, 43, 39 und schließlich 34 Treffer in der Saison 1960/61, bevor der zweimalige englische Nationalspieler den Verein nach 204 Toren in 222 Spielen in Richtung des Lokalrivalen AFC Sunderland verließ.
Nach einem vergleichsweise guten vierten Platz in der Saison 1962/63 ließen die Mannschaftsleistungen jedoch dramatisch nach. Es ging stetig bergab, was sich zunächst im zehnten und dann im siebzehnten Platz niederschlug. In der Spielzeit 1965/66 stieg der Verein als Tabellenvorletzter auf Rang 21 ab. Dabei hatte die Mannschaft am letzten Spieltag bei Cardiff City lediglich ein Remis für den Klassenerhalt benötigt – Cardiff City hingegen hatte als direkter Konkurrent unbedingt gewinnen müssen. Trotz dreier Tore von Dickie Rooks, der nur als Notlösung als Stürmer aufgeboten worden war, verlor Boro mit 3:5 und stieg erstmals in seiner Geschichte in die drittklassige Third Division ab.

### Erholung, Erfolge und Katastrophe (1966–1986)
Unter dem neuen Trainer Stan Anderson gelang auf Anhieb die Rückkehr in die Zweitklassigkeit. Dabei hatten nur zwei Siege in den ersten zehn Spielen für Besorgnis innerhalb der Anhängerschaft gesorgt, dass der direkte Weg in die viertklassige Fourth Division folgen könnte. Anderson gelang jedoch die Wende und am Ende reichte die Vizemeisterschaft in der Third Division für den Aufstieg. Die Mannschaft wurde von Gordon Jones als Kapitän angeführt und gemeinsam mit dem Neuankömmling John Hickton belegten beide Akteure später den zweiten und dritten Platz in Bezug auf die meisten Spiele für den FC Middlesbrough.
Im Anschluss an den Wiederaufstieg spielte sich Boro in der Second Division in eine gute Form und in den nächsten acht Jahren sollte der Verein in der zweiten Liga nie schlechter als auf dem neunten Platz abschließen. Auch im FA Cup kam der Verein zu Achtungserfolgen, obwohl er bis dato noch nie über das Viertelfinale hinaus gekommen war. Nennenswerte Spieler dieser Zeit waren der zum Stürmer umfunktionierte vormalige Abwehrspieler John Hickton und Willie Maddren, der 1969 für den Verein debütierte. Dazu kamen John Craggs und Stuart Boam, die sich Boro 1972 anschlossen, und der Nordire Jim Platt als Torhüter. Ein zentrales Element im Spiel der Mannschaft wurde schließlich ab 1973 Graeme Souness und das so formierte Team sicherte sich durch den Gewinn der Zweitligameisterschaft in der Saison 1973/74 die Rückkehr in die Erstklassigkeit. Dies gelang in einer derart überlegenen Manier, dass bereits vor noch acht ausstehenden Ligaspielen im März der Aufstieg feststand und am Ende eine Rekordausbeute von 65 Punkten verzeichnet werden konnte.
In den nun folgenden acht Jahren spielte der FC Middlesbrough wieder in der First Division, leitete diese Phase mit einem guten siebten Rang in der Saison 1974/75 ein und war auch danach stets komfortabel im Mittelfeld platziert. Für noch größere Erfolge und das Mitspielen um die Meisterschaft sollte dem Team zwar nach Expertenmeinung etwas an Durchschlagskraft fehlen, aber die Talentschmiede des Vereins brachte zu dieser Zeit neben Graeme Souness noch zahlreiche weitere Spieler heraus, die große Beachtung fanden – darunter befanden sich David Armstrong, Stan Cummins, Craig Johnston und Mark Proctor.
Auch in den Pokalwettbewerben kam der Klub zu guten Ergebnissen, obwohl eine Trophäe weiterhin nicht vergönnt sein sollte. In der Spielzeit 1974/75 erreichte Boro die sechste Runde des FA Cups und das Viertelfinale im Ligapokal. In der darauffolgenden Saison zog die Mannschaft im Ligapokal sogar ins Halbfinale ein, verlor dort aber nach Hin- und Rückspiel gegen Manchester City mit insgesamt 1:4 Toren. Mit dem sogenannten „Anglo-Scottish Cup“ kam der Klub aber dennoch in der Saison 1975/76 zu seinem ersten Pokalgewinn im Profibereich und gewann in diesem erstmals ausgetragenen Wettbewerb im Endspiel nach Hin- und Rückspiel gegen den FC Fulham.
Nach insgesamt vier Spielzeiten und drei Platzierungen im Mittelfeld der ersten Liga trat Jack Charlton als Trainer des FC Middlesbrough zurück und zu seinem Nachfolger wurde John Neal ernannt. Mit Neal hatte Boro eine gute Chance zum erstmaligen Erreichen des FA-Cup-Halbfinales, verlor aber im Wiederholungsspiel beim Zweitligisten Leyton Orient. In der Meisterschaft sollte das Team zudem stets über einen eher mäßigen Mittelfeldplatz nicht mehr hinauskommen.
Nach elf Jahren verließ im Jahre 1979 David Mills für die damalige nationale Rekordsumme von 482.222 Pfund den Verein in Richtung West Bromwich Albion. Auch Neal beendete zwei Jahre später sein Engagement – Bobby Murdoch übernahm das Traineramt – und ihm folgten im gleichen Jahr mit David Armstrong, Craig Johnston und Mark Proctor weitere Leistungsträger. Obwohl mit dem Mittelfeldspieler Heini Otto auch ein niederländischer Nationalspieler von Twente Enschede zum Verein gestoßen war, stieg der Klub am Ende der Saison 1981/82 aus der First Division als Tabellenletzter ab.
Im Februar des Jahres 1982 verließen der Vorsitzende Charles Amer und sein ebenfalls in der Vereinsführung aktive Sohn Kevin den Verein. Nachfolger wurde George Kitching und die nun von Jim Platt als Kapitän angeführte Mannschaft konnte auch in der Second Division nicht überzeugen. Als Schwachpunkt sollte sich vor allem die Defensive herausstellen und obwohl mit Tony Mowbray eine weitere Legende des Vereins in dieser Spielzeit erstmals zum Einsatz kam, landete die Mannschaft nur auf dem 16. Platz. Murdoch wurde daraufhin zum Rücktritt gedrängt und auch Kitching legte seinen Vorsitz nieder. Letzterem folgte Mike McCullagh und als neuer Trainer wurde der schillernde Malcolm Allison unter Vertrag genommen. Der neue Kapitän Platt ging ebenfalls von Bord und Stephen Pears wurde als Torwartnachfolger auf Leihbasis von Manchester United verpflichtet.
Der Verein stand nun ernsthaften finanziellen Problemen entgegen und Allison wurde stark unter Druck gesetzt, einige Leistungsträger zu verkaufen. Dies führte im März 1984 dazu, dass Allison öffentlich äußerte, dass „der Klub lieber sterben als langsam auf seinem Sterbebett dahinsiechen solle“ („Better for the club to die than to linger slowly on its deathbed“). Das hatte die Entlassung Allisons zur Folge und zum Nachfolger wurde Willie Maddren bestimmt, dem zeitweise Jack Charlton als Berater diente. Sportlich ging es weiter bergab, aber der Abstieg konnte mit dem neunzehnten Platz in der Saison 1984/85 vorerst noch einmal abgewendet werden.
Zur ersten Begegnung in der Saison 1985/86 berief Maddren vier Neulinge – darunter Gary Pallister – in die Startelf und verlor mit 0:3 gegen den FC Wimbledon. Das Team schied danach in den Pokalwettbewerben jeweils früh aus und auch ein erneuter Wechsel an der Vereinsspitze sorgte für weitere Unruhe – Alf Duffield beerbte dabei Mike McCullagh. Auch Maddren verließ schließlich im Jahre 1986 den Klub und in dieser turbulenten Saison folgte ihm Bruce Rioch im Traineramt. Die finanziellen Sorgen hatten sich dramatisch verschlechtert und im April musste sich der FC Middlesbrough sogar 30.000 Pfund von der Profispielervereinigung PFA leihen, um laufende Gehälter auszahlen zu können. Am letzten Spieltag endete die Saison schließlich mit dem erneuten Abstieg in die Third Division.

### Der Verein vor dem Aus (1986)
Am 21. Mai 1986 berief der Verein ein provisorisches Insolvenzverfahren ein und nur kurze Zeit später sollte der Verein abgewickelt werden. Im August kam es zunächst dazu, dass sowohl Rioch als auch 29 andere Vereinsfunktionäre von dem mit dem Verfahren betrauten „Official Receiver“ entlassen wurden und zusätzlich wurde der Zugang zum Ayresome Park abgesperrt. Da alleine 350.000 Pfund für die Zulassung zur Football League benötigt wurden, schien das Ende des Vereins sehr nahe und wurde auch bereits von dem Fernsehsender Tyne Tees Television verkündet. Mit Steve Gibson gelang es jedoch einem damaligen Vorstandsmitglied, ein Konsortium zusammenzubringen, an dem vor allem die Firmen Bulkhaul Limited, Imperial Chemical Industries (ICI), die Brauerei Scottish & Newcastle und der Londoner Geschäftsmann Henry Moszkowicz beteiligt waren. Zehn Minuten vor Ende der Frist konnte der Klub gerade noch rechtzeitig die Anmeldung für den Football-League-Spielbetrieb zur Saison 1986/87 einreichen. Der Klub änderte dabei den offiziellen Namen in „Middlesbrough Football and Athletic Club (1986) Ltd.“ und führte ein neues Wappen ein. Da der Verein weiterhin keinen Zugang zum Ayresome Park hatte, absolvierte er sein erstes Spiel der neuen Saison im Victoria Park, der Heimspielstätte von Hartlepool United.

### Die „Wiederaufstehung“ unter Bruce Rioch und weitere „Achterbahnfahrten“ (1986–1994)
Nach der Übernahme gelang dem zurückberufenen Rioch die Zusammenstellung eines neuen, jungen Kaders und mit der Hilfe von Spielern wie Gary Pallister, Tony Mowbray und Colin Cooper belegte die Mannschaft auf Anhieb den zweiten Platz hinter dem AFC Bournemouth. Damit gelang die Rückkehr in die Second Division und dieser Erfolg konnte in der Saison 1987/88 mit dem direkten Durchmarsch in die Erstklassigkeit noch gesteigert werden. Im Play-off-Spiel hatte die Mannschaft dabei den Erstligisten FC Chelsea besiegt und den Gegner damit in die Second Division absteigen lassen.
Zu Beginn der Spielzeit 1988/89 kämpfte sich die Mannschaft auf einen Mittelfeldplatz, der aber nach einer größeren Formkrise nicht mehr gehalten werden konnte. Obwohl der Verein während der gesamten Saison nicht auf einem Abstiegsplatz gestanden hatte, rutschte die Mannschaft noch am letzten Spieltag ab und musste erneut den Gang in die Second Division antreten. Für die neue nationale Rekordablösesumme von 2,3 Millionen Pfund wechselte Gary Pallister danach zu Manchester United und die schlechten Resultate setzten sich auch in der zweiten Liga fort, so dass man auch dort nur gegen den Abstieg spielte. Rioch wurde im März 1990 entlassen und sein Nachfolger Colin Todd konnte den Klassenerhalt knapp sichern. Erstmals absolvierte der Verein im gleichen Jahr ein Endspiel im Wembley-Stadion und unterlag im Finale des Zenith Data Systems Cups dem FC Chelsea.
Die sportliche Leistungskurve zeigte in der Saison 1990/91 wieder nach oben und der siebte Abschlusstabellenplatz war gleichbedeutend mit der Teilnahme an den Aufstiegs-Play-offs – aufgrund der Erweiterung der First Division von 20 auf 22 Mannschaften genügte dieser Platz. Die Träume von einer Rückkehr in die Erstklassigkeit mussten jedoch bereits im Halbfinale beendet werden, da man dort im späteren Sieger Notts County seinen Meister fand. Todd verließ nur kurze Zeit später den Verein und im Traineramt folgte der ehemals bei Charlton Athletic beschäftigte Lennie Lawrence.
Lawrence führte die Mannschaft bereits in seiner ersten Saison in erfolgreiche Zeiten zurück. Neben der zweiten Teilnahme an einem Ligapokalhalbfinale in der Vereinsgeschichte sicherte vor allem die Vizemeisterschaft den Aufstieg in die neu gegründete Premier League.
Dort reihte sich Boro bis Weihnachten 1992 ins Mittelfeld der Liga ein, bis dann ab Februar 1993 eine Serie von sieben Niederlagen den Fall in den Tabellenkeller auslöste. Nach einer Niederlage am letzten Spieltag stieg der Klub ein weiteres Mal ab – nun in die „First Division“ genannte zweite Liga Englands. Dennoch stand die Vereinsführung weiterhin zu Lawrence, der aber ein Jahr später selber zurücktrat, nachdem ihm mit der Mannschaft die Rückkehr in die Premier League nicht gelungen war.

### Die „Robson-Revolution“ (1994–2001)
Nachfolger von Lawrence wurde der 37 Jahre alte Spielertrainer Bryan Robson, der gerade seine 13-jährige aktive Laufbahn bei Manchester United beendet hatte und englischer Nationalmannschaftskapitän gewesen war. Gemeinsam mit seinem Kotrainer Viv Anderson tätigte er größere Investitionen in einen neuen Kader, darunter mit Neil Cox ein Akteur, der den Verein erstmals eine Ablösesumme in Höhe von einer Million Pfund kostete, sowie der künftige Mannschaftsführer Nigel Pearson und der norwegische Angreifer Jan Åge Fjørtoft. Die Neueinkäufe zahlten sich direkt aus und nach zweijähriger Abstinenz kehrte der FC Middlesbrough nach dem Gewinn der Zweitligameisterschaft in die Premier League zurück. Die Saison 1994/95 war zudem die Abschiedssaison im Ayresome Park, bevor nach 92 Jahren mit dem Riverside Stadium ein neues Stadion in Ufernähe des Flusses Tees bezogen wurde.
Als Teilnehmer der Premier League führte der Klub führte seine Einkaufsoffensive in neue Dimensionen und neben den 5,25 Millionen Pfund für den 21-jährigen Flügelspieler Nick Barmby von Tottenham Hotspur sorgte der Kauf des 22-jährigen brasilianischen Mittelfeldspielers Juninho Paulista für weitere 4,75 Millionen Pfund vom FC São Paulo für Aufsehen. Dieses Risiko schien sich auszahlen, da Boro gut in die Saison startete und im Oktober 1995 zwischenzeitlich den vierten Platz belegte. Eine Serie schlechter Resultate ließ die Mannschaft dann aber kontinuierlich in der Tabelle abrutschen und am Ende sprang lediglich der zwölfte Rang heraus. Vor allem die mäßigen Auftritte bei den Auswärtsspielen – nur acht Tore wurden in den 19 Spielen erzielt – waren der Grund dafür, dass das anfängliche Ziel (Qualifikation für einen europäischen Vereinswettbewerb) außer Reichweite blieb.
Ungeachtet dessen setzte Robson seine Strategie fort und verpflichtete für sieben Millionen Pfund von Juventus Turin den italienischen Stürmer Fabrizio Ravanelli und in der folgenden Saison 1996/97 für vier Millionen Pfund den brasilianischen Mittelfeldspieler Emerson. Aber anstatt in die erweiterte Spitzengruppe vorzustoßen, fand sich die Mannschaft erneut im Abstiegskampf wieder. Erschwerend kam hinzu, dass der Verein mit der Hypothek eines 3-Punkte-Abzugs zu kämpfen hatte, nachdem Boro kurz vor Weihnachten zu einem Spiel gegen die Blackburn Rovers wegen der Erkrankung zahlreicher Spieler nicht angetreten war. Die Vereinsführung des FC Middlesbrough hatte zuvor aufgrund einer Grippewelle in der Mannschaft eine Verlegung der Partie beantragt, da eine Startelf nicht aufgeboten werden konnte. Der englische Fußballverband „FA“ lehnte den Antrag jedoch ab, wobei unklar blieb, ob der Verband – wie von der Vereinsführung des FC Middlesbrough angegeben – zuvor eine mündliche Zusage erteilt hatte. In der Partie, die im Mai 1997 nachgeholt wurde, kam Middlesbrough nicht über ein 0:0 hinaus. Ohne Punktabzug hätte der FC Middlesbrough am Ende den 14. Tabellenplatz der Premier League belegt, so musste der Verein mit 39 Punkten als Vorletzter den Gang in die Zweitklassigkeit antreten.
In den Pokalwettbewerben erreichte Middlesbrough jedoch erstmals in der Vereinsgeschichte zwei Finalspiele. Den Anfang machte im März 1997 die Finalbegegnung im Ligapokal gegen Leicester City. Nach einem 0:0 in den ersten 90 Minuten traf Ravanelli in der Verlängerung zum 1:0. Leicester City konnte jedoch den Spielstand egalisieren und die Begegnung musste in einem Wiederholungsspiel entschieden werden. Dieses gewann Leicester City durch ein Tor von Steve Claridge mit 1:0 im Hillsborough-Stadion. Die Drei-Punkte-Strafe war schließlich mitverantwortlich für den Abstieg des FC Middlesbrough aus der Premier League, der am letzten Spieltag durch ein Remis an der Elland Road nicht mehr abgewendet werden konnte. Nur eine Woche später stand die Mannschaft im FA-Cup-Endspiel dem FC Chelsea gegenüber und verlor mit 0:2. Damit war Boro der erste englische Verein, der in einer Saison die beiden großen heimischen Pokalfinalspiele verlor und aus der obersten Spielklasse abstieg. Als persönlicher Erfolg stand lediglich zu Buche, dass Juninho Paulista hinter Gianfranco Zola den zweiten Platz bei der Wahl zu Englands Fußballer des Jahres belegt hatte.
Der Vorstand hielt auch nach dem Abstieg weiter zu Robson und mit der Zweitligavizemeisterschaft und der Rückkehr in die Premier League sollte dieses Vertrauen belohnt werden. Obwohl Emerson, Ravanelli und Juninho verkauft worden waren, drängten neue Spieler – darunter Paul Merson, Marco Branca und Mark Schwarzer – in führende Rollen der Mannschaft. Dabei hatte sich Merson sogar in eine derart gute Form beim FC Middlesbrough gespielt, dass er als einziger Zweitligaspieler in den englischen Kader für die WM 1998 in Frankreich berufen wurde. Als weiterer Erfolg konnte der erneute Einzug ins Ligapokalfinale verzeichnet werden, wo die Mannschaft wieder einmal dem FC Chelsea – nun mit 0:2 nach Verlängerung – unterlag.
Während seiner Amtszeit beim FC Middlesbrough war Robson auch unter Terry Venables Kotrainer der englischen Nationalmannschaft und nachdem Robson in der Premier League zunächst zwei sichere Platzierungen im Mittelfeld der Liga gelungen waren, fand sich seine Mannschaft in der Saison 2000/01 erneut im Abstiegskampf wieder. Venables, der 1996 das englische Cheftraineramt aufgegeben hatte, wurde Robson zur Seite gestellt und mit umgekehrter Rollenverteilung konnte der wiederholte Sturz in die Zweitklassigkeit vermieden werden.

### Der Höhenflug unter McClaren (2001–2006)
Gegen Ende der laufenden Spielzeit 2000/01 verließ Robson in beidseitigem Einvernehmen den Verein und als Nachfolger wurde mit Steve McClaren ein ehemaliger Kotrainer verpflichtet, der aufgrund seiner langjährigen Beschäftigung bei Manchester United als Assistent hoch angesehen und auch Teil des Stabes der englischen Nationalmannschaft war. Neue Spieler wie Franck Queudrue, Michael Wilson, Jonathan Greening und der 6-Millionen-Pfund-Einkauf Gareth Southgate frischten den Kader auf, in den auch junge Talente wie Luke Wilkshire und Robbie Stockdale vorstießen. In seiner ersten Saison 2001/02 belegte McClaren mit dem Team den zwölften Platz und erreichte im FA Cup zudem das Semifinale.
Im Vorfeld der Spielzeit 2002/03 waren die Erwartungen hoch, zumal sich der Publikumsliebling Juninho Paulista zum dritten Mal der Mannschaft angeschlossen hatte und neben George Boateng vor allem für 8,15 Millionen Pfund der italienische Nationalspieler Massimo Maccarone vom Serie-B-Verein FC Empoli – übrigens der erste Spieler der „Squadra Azzurra“, der zuvor noch nie in der Serie A gespielt hatte – eingekauft worden war, um der Offensive mehr Durchschlagskraft zu verleihen. Auf Leihbasis kam zudem der Kameruner Geremi von Real Madrid und die Vorbereitungsspiele sollten den Optimismus zunächst nähren. Die Kreuzbandverletzung von Juninho Paulista im linken Knie kurz vor Saisonbeginn bedeutete letztlich aber einen Rückschritt und so konnte sich der Verein mit dem elften Platz nur geringfügig verbessern, was angesichts der hohen Erwartungen – möglicherweise sogar die Qualifikation für einen europäischen Vereinswettbewerb – eine massive Enttäuschung darstellte.
Die anschließende Saison 2003/04 sollte jedoch zu einer der erfolgreichsten Spielzeiten in der Vereinsgeschichte werden. Obwohl Geremi den Verein wieder verließ und sich dem FC Chelsea anschloss, kamen mit Boudewijn Zenden, Danny Mills und Gaizka Mendieta neue Hochkaräter in den Kader. Mit dem Gewinn des Ligapokals durch einen 2:1-Endspielsieg gegen die Bolton Wanderers konnte sogar der erste große Titelgewinn in der Klubhistorie unter Dach und Fach gebracht werden. Damit gelang auch die erstmalige Qualifikation für den UEFA-Pokal und obwohl am letzten Spieltag eine deutliche 1:5-Niederlage gegen den FC Portsmouth hingenommen werden musste (nur eine Woche nach dem Überraschungssieg bei Manchester United im Old Trafford), war die Aussicht auf die erste europäische Teilnahme ein großer Erfolg.
Bis November 2004 setzte die Mannschaft ihren deutlichen Auswärtstrend auch in der Saison 2004/05 fort und rangierte stetig unter den besten sechs Teams. Die hohe Anzahl an verletzten Spielern war dann mitverantwortlich dafür, dass Boro aber kontinuierlich ins Tabellenmittelfeld abrutschte und um eine erneute UEFA-Pokal-Qualifikation lange gekämpft werden musste. Am Ende reichte ein 1:1-Remis im direkten Duell gegen Manchester City im City of Manchester Stadium. City hätte im Falle des Sieges den Platz von Boro eingenommen und nach einer Elfmeterentscheidung zugunsten des Gastgebers in der letzten Spielminute war diese Konstellation sehr wahrscheinlich gewesen – Boros Torhüter Mark Schwarzer hielt jedoch den Strafstoß von Robbie Fowler im Anschluss. Bei der ersten UEFA-Pokal-Teilnahme der Vereinsgeschichte drang der FC Middlesbrough bis ins Achtelfinale vor und scheiterte dort mit zwei Niederlagen in Hin- und Rückspiel an dem portugiesischen Klub Sporting Lissabon.
Wechselhafte Leistungen prägten die Saison 2005/06 des FC Middlesbrough und als die Mannschaft noch bis zur Mitte der Spielzeit in der unteren Tabellenhälfte festsaß, schien auch die Abstiegsgefahr noch nicht endgültig gebannt worden zu sein – vor allem nach einer spektakulären 0:7-Niederlage gegen den FC Arsenal. Die Form wurde dann aber kontinuierlich besser und unterstützt von einem 3:0-Sieg gegen den späteren Meister FC Chelsea rangierte die Mannschaft am Ende auf dem vierzehnten Platz. In seinem letzten Meisterschaftsspiel für den FC Middlesbrough schrieb McClaren noch einmal Geschichte, als er in den 16-Mann-Kader nur englische Spieler berief, von denen – mit Ausnahme von Malcolm Christie – alle aus der heimischen Region entstammten, ein Durchschnittsalter von weniger als 20 Jahren aufwiesen und damit die jüngste Premier-League-Mannschaft in der Geschichte stellten. Dabei war Lee Cattermole der jüngste Mannschaftskapitän in der Geschichte des Vereins. Die Elf war zudem die erste rein englische Formation eines Premier-League-Vereins seit dem Auftritt von Bradford City im Jahre 1999, und einen rein englischen Kader hatte zuletzt Aston Villa im Jahre 1998 aufgeboten.
Im UEFA-Pokal der Saison 2005/06 zog der FC Middlesbrough ins Finale ein. Dabei hatte das Team zuvor im Halbfinale gegen Steaua Bukarest eine schon verloren geglaubte Partie noch umgedreht. Im Hinspiel hatte Boro in Rumänien mit 0:1 verloren und auch im Rückspiel lag man bereits nach 25 Minuten mit 0:2 zurück. Wie in der Runde zuvor, als der Verein gegen den FC Basel einen Stand von insgesamt 0:3 Toren hatte aufholen müssen und nach beiden Partien mit 4:3 siegte, gelangen auch im Semifinale noch die notwendigen vier Treffer. Am 10. Mai 2006 stand der Klub dann in Eindhoven dem FC Sevilla gegenüber und verlor deutlich mit 0:4, wobei McClaren wie in den beiden Runden zuvor in der zweiten Halbzeit mit vier Stürmern hatte spielen lassen.

### Vom Europapokal in die zweite Liga: Gareth Southgate (2006–2009)
Am 4. Mai 2006 wurde McClaren zum neuen englischen Nationaltrainer ernannt und als Nachfolger beim FC Middlesbrough wurden zunächst Martin O’Neill, Tony Mowbray und Alan Curbishley gehandelt. Dabei betonte der Vorsitzende Gibson, dass unabhängig von dem neuen Cheftrainer als Ziel in naher Zukunft die erste Champions-League-Teilnahme gelte. Als sich Gibson schließlich im eigenen Verein umsah, verkündete er etwas überraschend, dass Gareth Southgate die Trainernachfolge McClarens antreten sollte und einen Fünfjahresvertrag unterzeichnet hatte. Diese Entscheidung wurde kontrovers in der Öffentlichkeit diskutiert, da der gerade einmal 35 Jahre alte ehemalige Spieler noch über keinerlei Erfahrung als Trainer in der Premier League und zudem auch nicht über eine UEFA-Trainerlizenz verfügte. Die Premier League verkündete schließlich am 22. November 2006, dass sie Southgate die Genehmigung zur sportlichen Leitung des FC Middlesbrough erteilen würde, wobei Southgate bereits verkündet hatte, parallel die „UEFA Pro A Licence“ erwerben zu wollen.
Southgate baute den Mannschaftskader um, berief George Boateng zum neuen Kapitän und nachdem zahlreiche Spieler – darunter Jimmy Floyd Hasselbaink, Franck Queudrue und Doriva – den Klub im Sommer verlassen hatten, kamen der linke argentinische Außenspieler Julio Arca vom Lokalrivalen AFC Sunderland für 1,75 Millionen Pfund und der junge Franzose Hérold Goulon von Olympique Lyon hinzu. Sein erstes Spiel gewann Southgate als Trainer mit 3:2 gegen den Aufsteiger FC Reading, aber nach einer 0:4-Niederlage gegen den FC Portsmouth verstärkte er noch vor Ende des Transferschlusses im August die Abwehr mit dem englischen Nationalspieler Jonathan Woodgate (zunächst nur auf Leihbasis von Real Madrid) und dem deutschen Innenverteidiger und Auswahlspieler Robert Huth – auch der jamaikanische Stürmer Jason Euell kam noch vor Fristende. Im weiteren Saisonverlauf verließen mit Ray Parlour, Ugo Ehiogu und Massimo Maccarone weitere „Altgediente“ den Klub; der Südkoreaner Lee Dong-gook kam gleichzeitig von den Pohang Steelers.
Insgesamt waren die Leistungen des FC Middlesbrough in der Saison 2006/07 unbeständig. Überraschungserfolgen, wie dem Heimsieg gegen den amtierenden Meister FC Chelsea, standen Auswärtsniederlagen gegen alle drei Aufsteiger gegenüber. Der erste Erfolg auf des Gegners Platz konnte sogar erst Mitte Januar beim Abstiegskandidaten Charlton Athletic bewerkstelligt werden. Am Ende belegte die Mannschaft mit 46 Punkten den zwölften Platz und befand sich mit jeweils acht Punkten Abstand zum UEFA-Pokal-Platz und zur Abstiegszone „jenseits von Gut und Böse“. Im Ligapokal schied der Klub bereits in der zweiten Runde sensationell daheim gegen den Viertligisten Notts County aus; im FA Cup konnte im Viertelfinale ein Wiederholungsspiel gegen den späteren Meister Manchester United erreicht werden, das knapp mit 0:1 im Old Trafford verloren ging.
Auch in der Spielzeit 2007/08 blieben die sportlichen Erfolge beim FC Middlesbrough aus. Beim Kampf um eine erneute UEFA-Pokal-Qualifikation geriet der Klub in der Liga früh ins Hintertreffen und die letzten Hoffnungen verschwanden, als das FA-Cup-Viertelfinale gegen den walisischen Zweitligisten Cardiff City mit 0:2 verloren ging. Die Mannschaft rangierte stetig in der unteren Tabellenhälfte, konnte den zwischenzeitlich in Frage gestellten Klassenerhalt aber mit einem 6-Punkte-Abstand auf die Abstiegsränge sicher meistern. Das absolute Fiasko erlebte der Club allerdings in der Spielzeit 2008/09: Tabellenplatz 19 bedeutete den sportlichen Abstieg aus der Premier League und damit den Gang in die Zweitklassigkeit.

### Jüngste Entwicklungen (seit 2009)
Nur kurze Zeit später wurde Southgate nach einem durchwachsenen Start in der Football League Championship entlassen und durch den Schotten Gordon Strachan ersetzt, wobei der Klub zum Zeitpunkt seiner Entlassung jedoch nur vier Punkte von einem direkten Aufstiegsplatz entfernt gelegen hatte. Unter Strachan stabilisierten sich die Leistungen dann auch nicht; vielmehr belegte die Mannschaft zum Ende der Saison 2009/10 nur einen enttäuschenden Mittelfeldplatz.
Dennoch startete der FC Middlesbrough auch in die Spielzeit 2010/11 als einer der Aufstiegsfavoriten. Es folgte jedoch ein Start mit nur einem Punkt aus fünf Auswärtsspielen und nach einer Heimniederlage gegen Leeds United und dem Fall auf den 20. Rang trat Strachan am 18. Oktober 2010 von einem Posten zurück. Eine Woche später stellte die Klubführung Tony Mowbray als dessen Nachfolger vor. Dieser wurde am 14. November 2013 von dem Spanier Aitor Karanka abgelöst.

## Stadion
Das „Riverside Stadium“ wurde am 26. August 1995 eröffnet. 35.049 Zuschauer haben in der Arena bei einem Ligaspiel Platz, wobei die Kurven der Haupttribüne erst nachträglich ergänzt und damit das Fassungsvermögen um etwa 5.000 Sitzplätze erhöht wurde. Das Riverside Stadium gilt als das erste Stadion der neuesten Generation in England, in dem die nach dem Hillsborough-Katastrophe im so genannten Taylor Report geforderten Maßgaben für die Spielstätten professioneller Fußballvereine umgesetzt wurden: Ausreichende Fluchtwege, keine Begrenzungen zwischen Tribünen und Spielfeld, unsichtbare Polizeipräsenz mittels Videoüberwachung, und vor allem: All Seater, d. h. ausschließlich mit Sitzplätzen ausgestattet. Als Besonderheit verfügte das Riverside bis 2005 weder über eine Anzeigetafel noch eine Stadionuhr.
Bis zum Stadionneubau trug der MFC seine Heimspiele im Ayresome Park im Stadtteil Linthorpe aus. Ein Neubau wurde zunächst an alter Stelle erwogen. Da auf dem vorhandenen Grund inmitten eines Wohngebietes keine Erweiterungsmöglichkeiten bestanden, wurde für das neue Stadion schließlich ein Gelände südlich des River Tees (daher der Name) gewählt. Das Stadion sollte dabei den Mittelpunkt eines Stadtentwicklungsprojektes names Newhaven bilden, bis zum heutigen Tage liegt es allerdings größtenfalls umgeben von Brachflächen. Erst 2004 begannen erste Restrukturierungsmaßnahmen des ehemaligen Hafen- und Industrieareals.
Das Gelände des alten Stadions an der Ayresome Park Lane wurde mit einer Wohnsiedlung bebaut. An den Ayresome Park erinnern dabei Straßennamen wie The Turnstile oder The Midfield sowie der Name eines Pubs im Stadtzentrum.

## Erfolge
- Englischer Ligapokalsieger: 2004
- UEFA-Pokalfinalist: 2006
- Anglo-Scottish Cup: 1976

## Europapokalbilanz
| Saison  | Wettbewerb | Runde             | Gegner                  | Gesamt    | Hin     | Rück    |
| ------- | ---------- | ----------------- | ----------------------- | --------- | ------- | ------- |
| 2004/05 | UEFA-Pokal | 1. Runde          | FC Baník Ostrava        | 4:1       | 3:0 (A) | 1:1 (A) |
| 2004/05 | UEFA-Pokal | Gruppenphase      | Egaleo AO Athen         | 1:0       | 1:0 (A) |         |
| 2004/05 | UEFA-Pokal | Gruppenphase      | Lazio Rom               | 2:0       | 2:0 (H) |         |
| 2004/05 | UEFA-Pokal | Gruppenphase      | FC Villarreal           | 0:2       | 0:2 (A) |         |
| 2004/05 | UEFA-Pokal | Gruppenphase      | FK Partizan Belgrad     | 3:0       | 3:0 (H) |         |
| 2004/05 | UEFA-Pokal | Sechzehntelfinale | Grazer AK               | 4:3       | 2:2 (A) | 2:1 (H) |
| 2004/05 | UEFA-Pokal | Achtelfinale      | Sporting Lissabon       | 2:4       | 2:3 (H) | 0:1 (A) |
| 2005/06 | UEFA-Pokal | 1. Runde          | AO Xanthi               | 2:0       | 2:0 (H) | 0:0 (A) |
| 2005/06 | UEFA-Pokal | Gruppenphase      | Grasshopper Club Zürich | 1:0       | 1:0 (A) |         |
| 2005/06 | UEFA-Pokal | Gruppenphase      | Dnipro Dnipropetrowsk   | 3:0       | 3:0 (H) |         |
| 2005/06 | UEFA-Pokal | Gruppenphase      | AZ Alkmaar              | 0:0       | 0:0 (A) |         |
| 2005/06 | UEFA-Pokal | Gruppenphase      | Litex Lowetsch          | 2:0       | 2:0 (H) |         |
| 2005/06 | UEFA-Pokal | Sechzehntelfinale | VfB Stuttgart           | (a)2:2(a) | 2:1 (A) | 0:1 (H) |
| 2005/06 | UEFA-Pokal | Achtelfinale      | AS Rom                  | (a)2:2(a) | 1:0 (H) | 1:2 (A) |
| 2005/06 | UEFA-Pokal | Viertelfinale     | FC Basel                | 4:3       | 0:2 (A) | 4:1 (H) |
| 2005/06 | UEFA-Pokal | Halbfinale        | Steaua Bukarest         | 4:3       | 0:1 (A) | 4:2 (H) |
| 2005/06 | UEFA-Pokal | Finale            | FC Sevilla              | 0:4       | 0:4 (N) |         |

Gesamtbilanz: 25 Spiele, 13 Siege, 4 Unentschieden, 8 Niederlagen, 36:24 Tore (Tordifferenz +12)

## Kader 2024/25
Stand: 2. März 2025
| Nr. |                    | Position | Name               |
| --- | ------------------ | -------- | ------------------ |
| 1   | Senegal            | TW       | Seny Dieng         |
| 3   | Niederlande        | AB       | Rav van den Berg   |
| 4   | England            | MF       | Dan Barlaser       |
| 6   | England            | AB       | Dael Fry           |
| 7   | England            | MF       | Hayden Hackney     |
| 8   | Australien         | MF       | Riley McGree       |
| 9   | Nigeria            | ST       | Kelechi Iheanacho  |
| 10  | Suriname           | ST       | Delano Burgzorg    |
| 11  | England            | ST       | Morgan Whittaker   |
| 12  | England            | AB       | Luke Ayling        |
| 15  | Suriname           | AB       | Anfernee Dijksteel |
| 16  | England            | MF       | Jonathan Howson    |
| 18  | Vereinigte Staaten | MF       | Aidan Morris       |
| 20  | Irland             | MF       | Finn Azaz          |
| 21  | Finnland           | ST       | Marcus Forss       |

| Nr. |              | Position | Name                |
| --- | ------------ | -------- | ------------------- |
| 22  | Schottland   | ST       | Tommy Conway        |
| 23  | Australien   | TW       | Tom Glover          |
| 24  | Sierra Leone | AB       | Alex Bangura        |
| 25  | England      | AB       | George Edmundson    |
| 26  | Irland       | AB       | Darragh Lenihan     |
| 28  | England      | AB       | Ryan Giles          |
| 29  | England      | ST       | Samuel Iling-Junior |
| 30  | Brasilien    | AB       | Neto Borges         |
| 31  | England      | TW       | Sol Brynn           |
| 32  | Irland       | TW       | Mark Travers        |
| 37  | England      | AB       | George McCormick    |
| 39  | England      | ST       | Sonny Finch         |
| 41  | England      | AB       | Harley Hunt         |
| 49  | England      | MF       | Law McCabe          |
| 50  | Schottland   | ST       | Ben Doak            |

## Rekordspieler und -torschützen

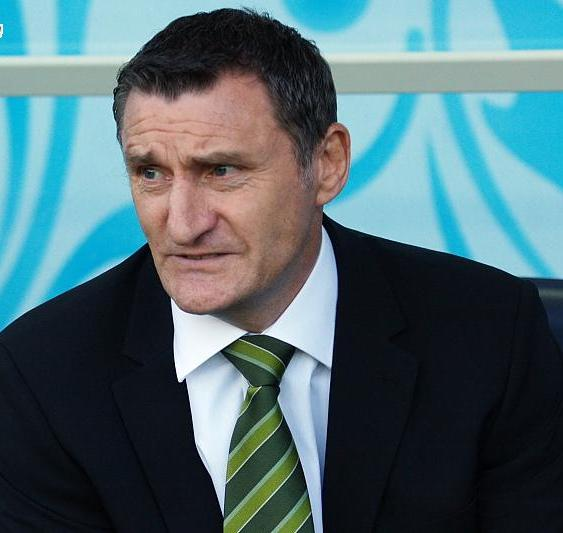
Tony Mowbray agierte als Spieler und Trainer für den FC Middlesbrough

(Stand: 30. Juni 2022; angegeben sind alle Pflichtspiele und -tore)
| Einsätze | Einsätze        | Einsätze       | Einsätze |
| -------- | --------------- | -------------- | -------- |
| 1        | Tim Williamson  | 1902–1923      | 602      |
| 2        | Gordon Jones    | 1960–1972      | 532      |
| 3        | John Hickton    | 1966–1978      | 499      |
| 4        | John Craggs     | 1971–1982      | 487      |
| 5        | Jim Platt       | 1971–1983      | 481      |
| 6        | George Camsell  | 1925–1939      | 453      |
| 7        | Jackie Carr     | 1911–1930      | 449      |
| 8        | Mark Schwarzer  | 1997–2008      | 446      |
| 9        | David Armstrong | 1971–1981      | 432      |
| 10       | Tony Mowbray    | 1982–1991      | 424      |
| 10       | Stephen Pears   | 1983 1985–1995 | 424      |

| Tore | Tore           | Tore      | Tore |
| ---- | -------------- | --------- | ---- |
| 1    | George Camsell | 1925–1939 | 345  |
| 2    | George Elliott | 1909–1925 | 213  |
| 3    | Brian Clough   | 1955–1961 | 204  |
| 4    | John Hickton   | 1966–1978 | 193  |
| 5    | Micky Fenton   | 1932–1950 | 162  |
| 6    | Bernie Slaven  | 1985–1993 | 146  |
| 7    | Alan Peacock   | 1954–1964 | 141  |
| 8    | David Mills    | 1969–1985 | 111  |
| 9    | Wilf Mannion   | 1936–1954 | 110  |
| 10   | Billy Pease    | 1926–1933 | 102  |